# Redős paradicsommadár
A  redős paradicsommadár (Cnemophilus macgregorii) a madarak osztályának verébalakúak (Passeriformes) rendjébe és a paradicsommadár-félék (Paradiasaeidae) családjába tartozó faj.

## Előfordulása
Új-Guinea szigetén él, a szigetnek mind az Indonéziához, mind a Pápua Új-Guineához tartozó részén honos.

## Alfajai
- Cnemophilus macgregorii macgregorii
- Cnemophilus macgregorii sanguineus

## Megjelenése
A tojó testhossza 24 centiméter, testsúlya 79-125 gramm. A hím testsúlya 90-120 gramm. 
|  |

## Szaporodás
A szaporodási ideje augusztustól januárig tart. Fészke gömb alakú, bejárata oldalt van, 2-4 méter magasságban helyezkedik el. Fészekalja egy tojásból áll. Költési ideje 26 nap. A fiókák nevelése több mint 1 hónap.